# Luxilus cerasinus
Luxilus cerasinus är en fiskart som först beskrevs av Edward Drinker Cope, 1868.  Luxilus cerasinus ingår i släktet Luxilus och familjen karpfiskar. Inga underarter finns listade i Catalogue of Life.